# Malenka californica
Malenka californica är en bäcksländeart som först beskrevs av Peter Walter Claassen 1923.  Malenka californica ingår i släktet Malenka och familjen kryssbäcksländor. Inga underarter finns listade i Catalogue of Life.